# Cerithidea montagnei
Cerithideopsis montagnei là một loài ốc biển, là động vật thân mềm chân bụng sống ở biển thuộc họ Potamididae.